# BZ Crucis
BZ Crucis (BZ Cru / HD 110432 / HR 4830 / HIP 62027) es una estrella variable en la constelación de la Cruz del Sur de magnitud aparente media +5,32.
Es probable miembro del cúmulo NGC 4609 y se encuentra aproximadamente a 980 años luz del sistema solar.
BZ Crucis ha sido clasificada como de tipo espectral B0.5IVpe, B2 o B1IIIe.
Tiene una elevada temperatura efectiva de 27.100 K y brilla con una luminosidad bolométrica 425.000 veces mayor que la luminosidad solar.
Gira sobre sí misma muy rápidamente, siendo su velocidad de rotación de al menos 400 km/s.
Con una masa estimada de 9,6 masas solares, tiene una edad aproximada de 4,5 millones de años.
BZ Crucis es una estrella Be con propiedades similares a las de γ Cassiopeiae.
Muestra un espectro de rayos X complejo y variable en el tiempo.
La emisión de rayos X parece tener un origen térmico, siendo BZ Crucis la estrella Be con un plasma térmico más caliente.
A partir de este plasma se deriva una metalicidad inferior a la solar.
Es moderadamente luminosa en la región de rayos X y, superpuesto al flujo basal —que varía en una escala de tiempo del orden de 5.000-10.000 segundos—, exhibe erupciones o llamaradas recurrentes con una duración aproximada de sólo 10 segundos.
Por su parte, en el espectro visible, presenta características que indican la presencia de un disco denso y/o grande.
La emisión de rayos X puede ser causada por la actividad magnética o posiblemente por la acreción por parte de una enana blanca acompañante.